# 米哈伊尔·尼古拉耶维奇·马特维耶夫
米哈伊尔·尼古拉耶维奇·马特维耶夫（羅馬化：Mikhail Nikolayevich Matveyev；1968年5月13日—）是俄罗斯政治人物、历史学家。马特维耶夫是俄罗斯联邦共产党党员，在国家杜马中代表普罗梅什连内选区。

## 教育
1992年，马特维耶夫以优异的成绩毕业于萨马拉国立大学。

## 政治生涯
经过重新计票和法律挑战，他在2021年俄罗斯立法选举中当选为普罗梅什连内选区的国家杜马议员。2022年2月，马特维耶夫投票赞成承认分离主义的顿涅茨克和卢甘斯克人民共和国，但后来公开反对“特别军事行动”，称他无意在进攻性战争之前承认这一行动。
"我投票支持和平，而不是战争。我希望俄罗斯成为盾牌，这样顿巴斯就不会被轰炸，而不是基辅被轰炸。"
2022年，他正式支持了官方推崇的观点，即乌克兰由班德拉分子和“新纳粹”统治，他唯一的批评是针对顿巴斯以外的军事行动。
2022年9月12日，马特维耶夫提议俄罗斯各州州长和议员作为志愿者加入俄罗斯军队。